# 米斯特基 (斯瓦托韋區)

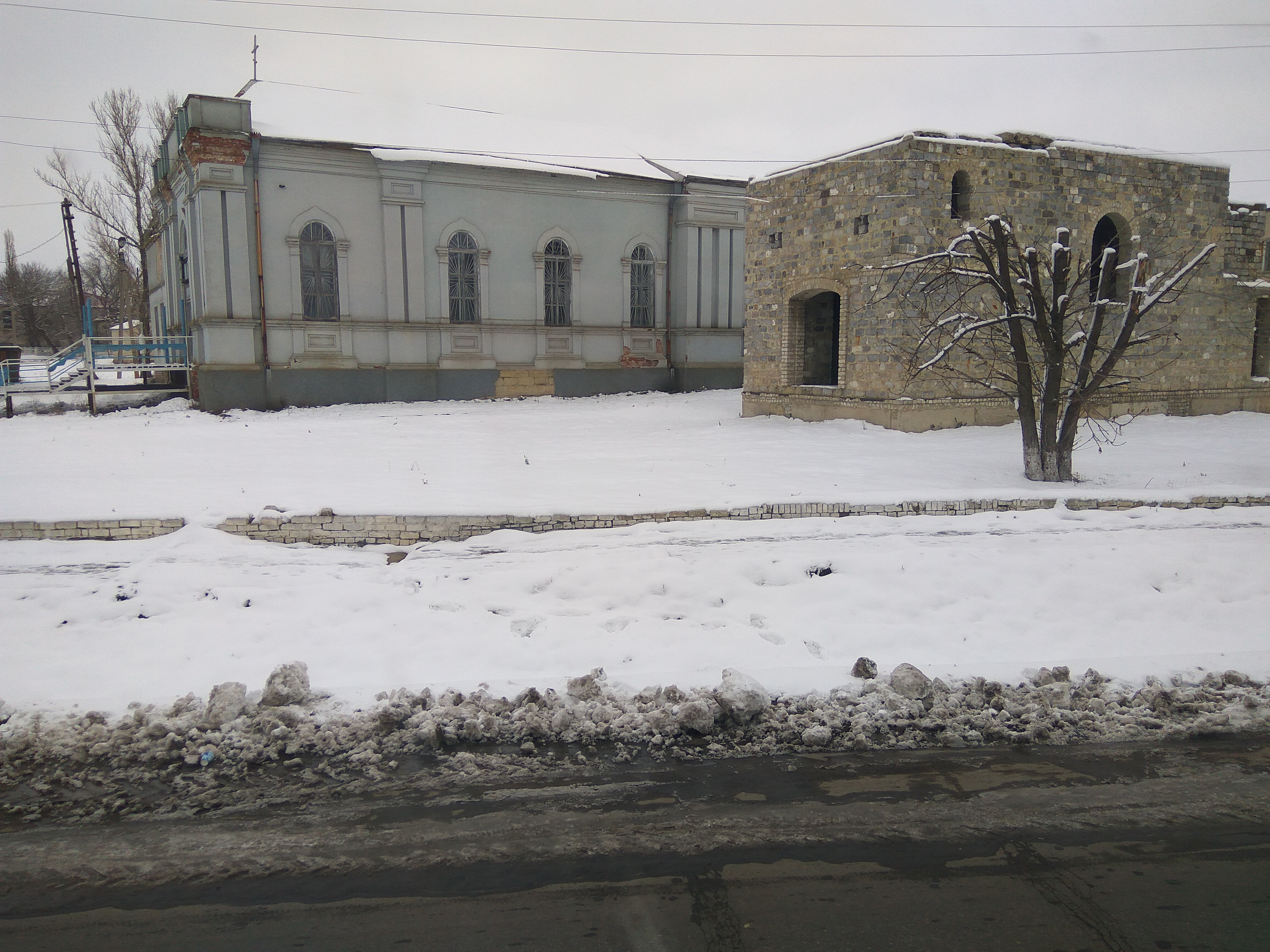

米斯特基（羅馬化：Mistky）是位於烏克蘭東部盧甘斯克州斯瓦托韋區斯瓦托韋市鎮的村莊。該村始建於1730年，面積0.02平方公里，海拔高度100米，2001年人口2,614。